# Aurélie Lévêque
Aurélie Lévêque (Grenoble, 14 luglio 2001) è una pattinatrice di short track francese.

## Biografia
Pattinatrice del Club de Glace de l'Amicale Laique d'Echirolles, si allena presso il Pôle France a Font-Romeu, dove è allenata da Annie Sarlat.
Ha rappresentato la Francia al XIII Festival olimpico invernale della gioventù europea di Erzurum 2017.
Si è laureata campionessa continentale a Danzica 2021, nella staffetta 3000 metri, gareggiando con le connazionali Gwendoline Daudet, Tifany Huot-Marchand e Aurélie Monvoisin. Con le stesse compagne ai mondiali di Dordrecht 2021 ha vinto la medaglia d'argento nella staffetta 3000 metri, terminando alle spalle dei Paesi Bassi.

## Palamarès
- Mondiali

Dordrecht 2021: argento nella staffetta 3000 m;
- Europei

Danzica 2021: oro nella staffetta 3000 m;
Danzica 2024: bronzo nella staffetta 3000 m;
Dresda 2025: oro nella staffetta mista 2000 m;